# Alfred Huber (Tennisspieler)
Alfred „Freddy“ Huber (* 15. Mai 1930 in Wien; † 25. Mai 1972 in Zell am See) war ein österreichischer Tennisspieler und Eishockeytorwart.

## Karriere

### Eishockey
Aus dem Nachwuchs des Klagenfurter AC stammend spielte er als Torhüter zwischen 1946 und 1949 für den Wiener EV. Nachdem er zeitweise für den DSC Leoben und den Klagenfurter AC gespielt hatte, wechselte er 1963 zum EK Zell am See.
International spielte er für die österreichische Eishockeynationalmannschaft bei den Olympischen Winterspielen 1948, bei den Eishockey-Weltmeisterschaften 1947, wo er mit der Mannschaft die Bronzemedaille gewann, und 1949 sowie bei den B-Weltmeisterschaften 1959 und 1961.
Statistik

### Tennis
Zwischen 1948 und 1956 gewann er als Einzelspieler mehrere internationale Turniere und trat 1964 dem TC Zell am See bei.
Daneben spielte er bei Turnieren im Doppel u. a. mit Jaroslav Drobny.
International spielte er für Österreich unter anderem mit seinem Partner Hans Redl mehrfach im Davis Cup. Zwischen 1950 und 1957 bestritt er zehn Begegnungen, bei denen er 7 seiner 17 Einzelpartien und vier seiner fünf Doppelpartien gewann.
Huber verstarb 1972 unerwartet an Lungenkrebs.

## Erfolge

### Tennis
- Austrian International Championships (1951)
- Linz (1955)
- British Covered Court Championships (1956)
- Graz (1957)
- Durham County Championships (1957)

### Eishockey
- Bronzemedaille bei der Eishockey-Weltmeisterschaft 1947